# The Million Dollar Hotel Soundtrack
The Million Dollar Hotel Soundtrack es la banda sonora original de la película The Million Dollar Hotel, dirigida por Wim Wenders en el año 2000. 

## La película
El guion de la película es de Nicholas Klein basado en una historia del propio Nicholas y Bono de U2. Entre el reparto encontramos a: Jeremy Davies, Milla Jovovich, Mel Gibson, Jimmy Smits, Peter Stormare, Amanda Plummer, Gloria Stuart, Tom Bower, Donal Logue, Harris Yuline e incluso el propio Bono que aparece en un plano de fondo.

## La banda sonora
Se atribuye la música a John Hassell, Bono, Daniel Lanois y Brian Eno, pero aparecen además varias colaboraciones.

### Lista de canciones
- «The Ground Beneath Her Feet» con U2 y Daniel Lanois.
- «Never Let Me Go» con Bono y The Million Dollar Hotel Band.
- «Stateless» por U2.
- «Satellite of Love» (Lou Reed) con Milla Jovovich, Bono, y The Million Dollar Hotel Band.
- «Falling at Your Feet» con Bono y Daniel Lanois.
- «Tom Tom’s Dream» por The Million Dollar Hotel Band.
- «The First Time» por U2.
- «Bathtub» por The Million Dollar Hotel Band.
- «The First Time» por Daniel Lanois y The Million Dollar Hotel Band.
- «Tom Tom’s Room» por Brad Mehldau y Bill Frissell.
- «Funny Face» por The Million Dollar Hotel Band.
- «Dancin’ Shoes» por Bono y The Million Dollar Hotel Band.
- «Amsterdam Blue» por Jon Hassell, Gregg Arreguin, Jamie Muhoberac, y Peter Freeman.
- «Satellite of Love» por Daniel Lanois, Bill Frissell y The Million Dollar Hotel Band.
- «Satellite of Love» por Milla Jovovich y Bono.
- «Anarchy in the USA» por Tito Larriva, Larry Mullen, Adam Clayton y The Million Dollar Hotel Band.